# L'Art de Toucher le Clavecin
Con L'Art de Toucher le Clavecin (in francese, "L'arte di suonare il clavicembalo") ci si riferisce a un breve trattato didattico del compositore François Couperin, pubblicato per la prima volta nel 1716 e ristampato nel 1717.

## Storia
Già prima della morte del padre Charles, organista nella chiesa di Saint-Gervais a Parigi, François Couperin aveva dato prova di grande talento musicale. Scomparso Charles e stabilito un periodo di interinato affidato a Michel-Richard Delalande, i superiori della chiesa assicurarono all'undicenne François la successione al padre come organista e stanziarono dei fondi per il suo perfezionamento negli studi musicali, ma non per una preparazione culturale di carattere generale. Il testo de L'Art de Toucher le Clavecin risente di questa mancanza, presentando un linguaggio colloquiale e difficoltà nell'esprimere concetti complessi in maniera tecnica.
Il trattato, apparso per la prima volta nel 1716, subito prima che Couperin pubblicasse il suo Second Livre de Pièces de Clavecin, venne scritto per istruire i clavicembalisti sulle pratiche esecutive, in particolar modo riguardanti i brani dello stesso Couperin. L'autore, infatti, annotò che il trattato era «un metodo sicuro per eseguirli bene». Considerato uno dei più significativi trattati di musica del periodo barocco, il testo divenne in brevissimo tempo una delle fonti primarie per lo studio del sistema di diteggiatura su strumenti a tastiera. Non è sopravvissuta alcuna copia dell'autografo, ma esistono copie delle due versioni pubblicate.
Oltre ai precetti fondamentali per la prima impostazione dei bambini al clavicembalo, a provvedere agli esercizi di base, alla formulazione di consigli per gli insegnanti e per le famiglie degli allievi e all'insegnamento dei principi interpretativi, Couperin incluse anche otto semplici preludi e una allemanda, esercizi di tecnica, esempi e tavole esplicative sugli abbellimenti. L'allemanda è costituita da un'invenzione a due voci composta sul modello dell'imitazione canonica, mentre i preludi, quasi in forma di improvvisazioni, rappresentano i migliori lavori di Couperin in questa forma.
Nella prima edizione del Second Livre de Pièces de Clavecin, pubblicata nel 1717, il compositore informò che, chi aveva acquistato L'Art de Toucher le Clavecin nel 1716, poteva darla indietro e scambiarla gratuitamente con una copia dell'edizione del 1717, contenente una nuova prefazione e un supplemento relativo alle diteggiature per i punti difficili del Second Livre appena pubblicato. Questo gesto di cortesia dovette essere particolarmente gradito, dato che le copie della prima edizione sono rarissime.
Il trattato fu uno degli ultimi libri a presentare preludi idealmente non misurati, secondo lo stile antico (le indicazioni sul ritmo e sul metro, però, sono indicate a scopo didattico).

## Struttura del trattato

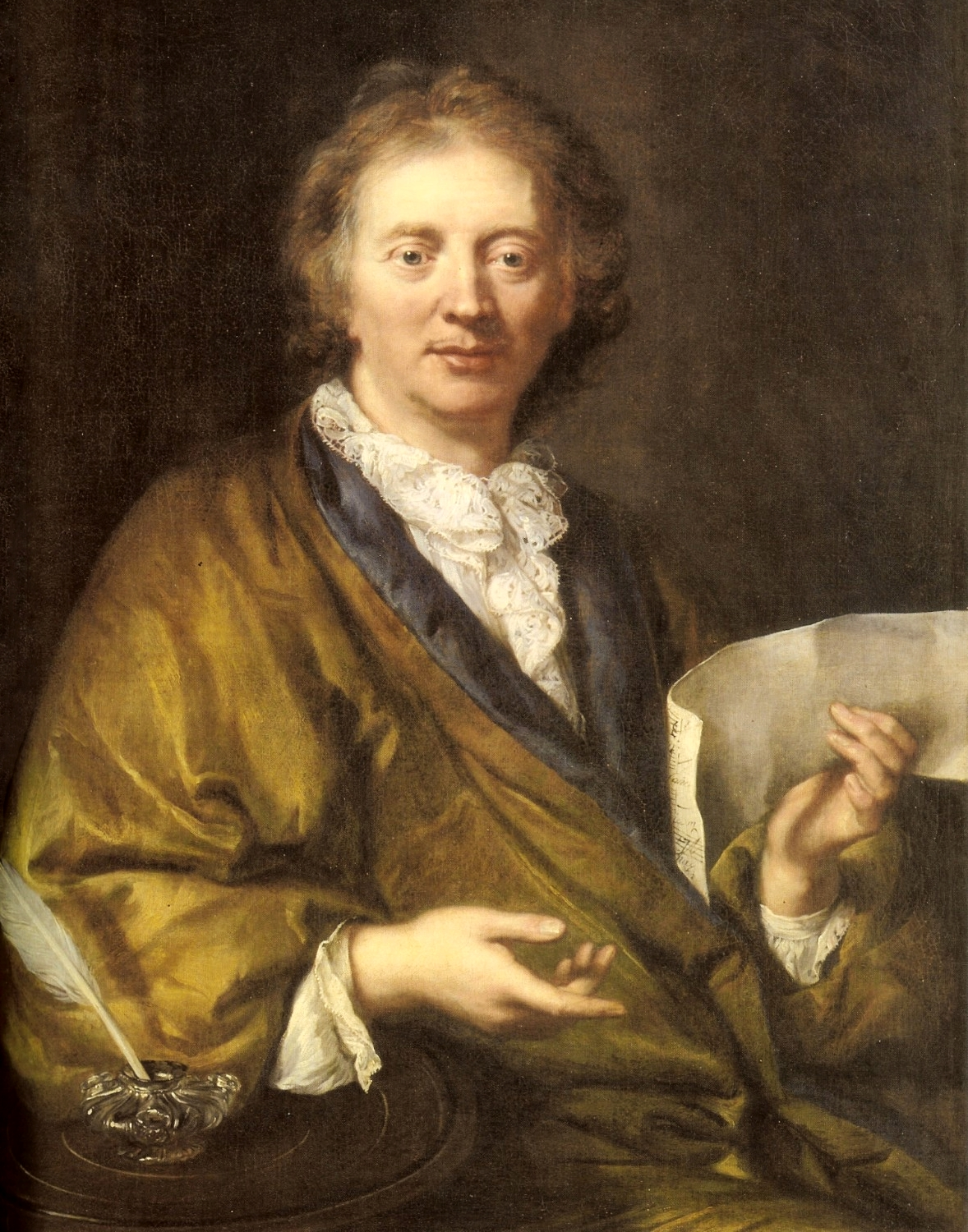
François Couperin.

Il trattato è suddiviso nelle seguenti parti:
- Dedica al Re.
- Prefazione.
- Piano di questo metodo.
- Tabelle degli abbellimenti e dei segni.
- Riflessioni.
- Piccola dissertazione sulla maniera di diteggiare e per la conoscenza degli abbellimenti.
- Abbellimenti da introdurre nell'esecuzione.
- Ragioni per preferire la nuova diteggiatura delle appoggiature.
- Evoluzioni o piccoli esercizi.
- Successione di trilli concatenati, con sostituzione del dito sulla stessa nota.
- Allemanda.
- Esaminiamo le origini di questo inconveniente.
- Passaggi difficili da diteggiare nel mio primo libro di pièces.
- Sei preludi.
- Osservazioni.
- Settimo e ottavo preludio.
- Passaggi con problemi di diteggiatura nel mio secondo libro di pièces.[7]

## Struttura delle composizioni contenute

### Allemanda
L'allemanda è a due voci a esclusione del finale, che è a tre. In alcune parti, la linea melodica sembra dividersi, dando origine a brevi dialoghi fra le due voci. I pochi abbellimenti segnati, benché contraddistinti da simboli identici, esigono interpretazioni diverse. Secondo la scrittura antica, lo spartito presenta ancora il bemolle in funzione del bequadro.

### Primo preludio
Il primo preludio è in stile liutistico, e, benché abbia indicazioni sul ritmo e sul metro, segue l'antica tradizione dei preludi non misurati. Idealmente, dunque, non tiene conto dell'esatta divisione ritmica di figure e pause nel corso delle battute.

### Secondo preludio
Il secondo preludio è una raccolta delle convenzioni grafiche musicali francesi al tempo di Couperin. La simultaneità di abbellimenti della stessa o di diversa natura pone, a volte, alcuni interrogativi. Le scale si presentano quasi tutte con una veste ritmica errata: il numero delle codette, infatti, è quasi sempre superiore a quello computabile all'interno delle battute. Con ogni probabilità, Couperin enfatizzò l'effetto grafico affinché le note fossero eseguite alla massima velocità possibile, senza preoccuparsi dell'effettiva correttezza ritmica.

### Terzo preludio
Al terzo preludio è apposta l'indicazione Mesuré. Alcuni esecutori interpretano questa indicazione come un obbligo di esclusione delle ineguaglianze, ma questa scelta è controversa. L'indicazione, infatti, potrebbe intendere che è da escludersi il rubato, ma non le ineguaglianze. Al tempo di Couperin le ineguaglienze non scritte erano un fenomeno peculiare della tradizione interpretativa francese. Le successioni di note per gradi congiunti e di valore immediatamente inferiore a quello espresso come unità di tempo, infatti, venivano convenzionalmente eseguite ineguali. L'indole e la velocità del preludio, tuttavia, escludono di per sé ineguaglianze e rubato.

### Quarto preludio
Il quarto preludio, in fa maggiore, si presenta con due formule ritmiche distinte. La prima parte, in tempi lenti, è imperniata sulle crome, con qualche passaggio tipico da eseguire con ineguaglianze. Dopo una cadenza in sol maggiore compaiono figurazioni in semicrome. Il preludio, nel suo insieme, è del tutto estraneo a una esecuzione mesuré. Come nel secondo preludio, anche qui le scale si presentano quasi tutte con una veste ritmica errata: il numero delle codette, infatti, è quasi sempre superiore a quello computabile all'interno delle battute.

### Quinto preludio
Nel quinto preludio, in la maggiore, le ineguaglianze si trasferiscono a poche semicrome per gradi congiunti all'interno di una stessa voce. L'indicazione mesuré è assente e il rubato emerge spontaneo.

### Sesto preludio
All'inizio del sesto preludio, nell'edizione del 1717, si trova l'indicazione metrica 8/3. Tuttavia, questa frazione è un evidente errore di stampa, da intendersi 3/8. L'indole generale del preludio non ammette rubato e non permette ineguaglianze. A un certo punto è presente un appunto di Couperin, che recita: «Chi non ha un clavicembalo reso più esteso negli acuti dal ravalement suonerà il passaggio compreso fra le stellette un'ottava più in basso».

### Settimo preludio
Il settimo preludio è caratterizzato da indicazioni come Mesuré lent, Mesuré moins lent e Mesuré léger. Alla decima battuta si incontrano dei trattini misteriosi, per i quali Couperin, nella sua seppur ricca tavola degli ornamenti, non ha lasciato alcuna spiegazione. In generale, si pensa che questi trattini siano stati ereditati dall'antica notazione liutistica, ma non se ne conosce il significato preciso.

### Ottavo preludio
Come per il settimo preludio, anche l'ottavo presenta l'indicazione Mesuré léger, attributo riferito sicuramente al movimento. Il tempo è in 6/8 e le ineguaglianze non sono ammesse.